# Чопор
Чопор канида, најчешће вукова и паса је група животиња организована по стриктној социјалној хијерархији. У дивљини, чопор предводе алфа мужјак и алфа женка. Оваква социјална структура омогућава вуковима да улове плијен који је много пута већи од једног вука. У посљедње вријеме се сматра да чопор и нема неке везе са ловом, него са побољшањем нових јединки при репродукцији.
Величина чопора се мијења временом и зависи од околине у којој чопор живи, индивидуалности јединки, као и извора хране. Чопор најчешће садржи од двије до шест јединки, иако су забиљежени и чопори од 20 јединки. Хијерархија је релативно стриктна, са алфама (мужјаком и женком) на врху и омегама на дну и важи за све активности у чопору од исхране до парења.

## Алфа животиње
Алфа пар има највише друштвене слободе од свих животиња у чопору, али нису вође у оном смислу како то сматрају људи. Они не издају наређења. Алфе једноставно имају највише слободе да изаберу гдје би да иду и шта би да раде.
Док су већина алфа парова моногамни, изузеци постоје. Алфа животиње се могу парити и са нижерангираним животињама, нарочито ако је у питању блиска јединка (брат или сестра). Вукови се такође не паре увијек са истом јединком. У случају смрти једног у алфа пару, статус другог се не мијења и он се наставља парити са другом јединком у чопору.
Уобичајено је, да алфа пар једини има младе и да их успјешно доведе до зрелости. (Друге јединке се такође могу парити, међутим због недостатка слободе и ресурса за живот њихови млади ријетко доживе зрелост). Сви вукови у чопору помажу при подизању младих. Штенад могу да изаберу да ли ће остати у истом чопору или ће отићи из чопора.

## Успостављање хијерархије
Хијерархија је успоставља и одржава кроз низ ритуализованих борби и приказивања става. Вукови више воле да воде психолошке, него стварне борбе и прије алфа статус заслужи јединка са најјачим карактером него јединка са већом стварном снагом. Начин на који се мјесто у хијерархији задржава и, евентуално, побољшава варира од чопора до чопора. У већим чопорима животиња блаже нарави, или у групама младих животиња, хијерархија може стално да се мијења или чак да буде циркуларна!(јединка А доминира над јединком Б која доминира над јединком В, која опет доминира над јединком А).
Губитак мјеста у хијерархији чопора може настајати постепено или одједном. Старији вук може једноставно да попусти када се појави амбициозни изазивач, при чему се редослијед у хијерархији мијења без проливања крви. Такође је могуће да стари алфа мужјак одлучи да узврати бранећи своје мјесто, при чему ће поражени најчешће бити протјеран из чопора или чак и убијен од стране осталих чланова чопора (иако се ово ријетко дешава). Најјаче борбе се, по правилу дешавају у зимским мјесецима, у доба парења.

## Стварање новог чопора
Нови чопори се формирају када вук одлучи да напусти свој родни чопор и заузме неку територију. Скупина оваквих вукова, који заједно путују у циљу проналажења одговарајуће територије полако постаје чопор. Приликом проналажења територије, пожељно је избјегавати туђе територије.